# رضا سپندار
رضا سپندار (زاده ۱۵ شهریور ۱۳۷۳ در ساوه) یک بازیکن فوتسال اهل ایران است. او در لیگ برتر فوتسال ایران سابقه بازی برای تیم‌های سن‌ایچ ساوه و زندی بتن کلاردشت را در کارنامه خود دارد، لژیونر شدن را هم تجربه کرده و در لیگ برتر فوتسال کشورهای لبنان و مالزی به میدان رفته است.
سپندار سابقه دعوت به تیم‌های ملی امید و بزرگسالان فوتسال ایران را هم دارد و در کارنامه‌اش کسب مقام قهرمانی در لیگ دسته اول فوتسال ایران و رقابت‌های لیگ برتر فوتسال لبنان به چشم می‌خورد. او در حال حاضر کاپیتان تیم سن‌ایچ ساوه در لیگ برتر فوتسال ایران محسوب می‌شود.

## افتخارات
- کسب مقام قهرمانی با تیم سن‌ایچ ساوه در لیگ دسته اول فوتسال ایران
- کسب مقام سوم با تیم سن‌ایچ ساوه در لیگ برتر فوتسال ایران
- کسب مقام قهرمانی با تیم حومین الفوقا در لیگ برتر فوتسال لبنان